# L E Lundbergföretagen
L E Lundbergföretagen Aktiebolag är ett svenskt börsnoterat aktiebolag lett av Fredrik Lundberg. Det, och det helägda Fastighets AB L E Lundberg, använder också Lundbergs som varumärke.
Företaget grundades i Norrköping 1944 av Lars-Erik Lundberg och var då helt inriktat på att bygga bostäder. Under 1980-talet inledde Fredrik Lundberg genom Lundbergsföretagen sitt strategiska engagemang i Industrivärden, vilket lade grunden för hans gradvisa ökning av makt och inflytande i bolaget. Under 1960-talet började man även bygga kommersiella fastigheter. Under 1970-talet började man även investera i andra företag, inte minst börsnoterade företag som Holmen, NCC och Östgöta Enskilda Bank. Sedan 2002 har Lundbergs aktivt investerat i Handelsbankssfären genom köp av aktier i Industrivärden, Sandvik AB och Handelsbanken.
Företaget noterades på Stockholmsbörsen 1983.
Dotterföretaget Fastighets AB L E Lundbergs har också tagit över andra bostadsföretag, som Katrineholms Husbyggen.

## Större aktieinnehav
Uppgifter angivna per den 20 februari 2024.
| Företag                    | Andel av kapital i % | Andel av röster i % |
| -------------------------- | -------------------- | ------------------- |
| Fastighets AB L E Lundberg | 15,5                 | 15,5                |
| Hufvudstaden               | 47,2                 | 88,6                |
| Holmen                     | 34,7                 | 62,6                |
| Industrivärden             | 19,8                 | 25,2                |
| Sandvik AB                 | 3                    | 3                   |
| Skanska                    | 5,5                  | 13,1                |
| Indutrade                  | 26,6                 | 26,6                |
| Handelsbanken              | 3                    | 3,1                 |
| Husqvarna                  | 7,6                  | 25,7                |
| Alleima                    | 9,5                  | 9,5                 |

### Försäljning av aktier i Cardo
Lundbergföretagen sålde i december 2010 sina aktier i industrikoncernen Cardo med tillverkning av bland annat industri- och garageportar och pumpar till Assa Abloy.

## Samarbete med högskolor och universitet
Företaget är en av medlemmarna i Handelshögskolan i Stockholms partnerprogram för företag som bidrar finansiellt till Handelshögskolan i Stockholm.